# Горење Брдо
Горење Брдо (словен. Gorenje Brdo) је насељено место у општини Горење вас-Пољане, Горењска регија, Словенија.

## Историја
До територијалне реорганизације у Словенији било је у саставу старе општине Шкофја Лока.

## Становништво
У попису становништва из 2011. године, Горење Брдо је имало 82 становника.
| Број становника према пописима | Број становника према пописима | Број становника према пописима |
| ------------------------------ | ------------------------------ | ------------------------------ |
| 1991                           | 2002                           | 2011                           |
| 61                             | 65                             | 82                             |